# Kasteel van Spiere

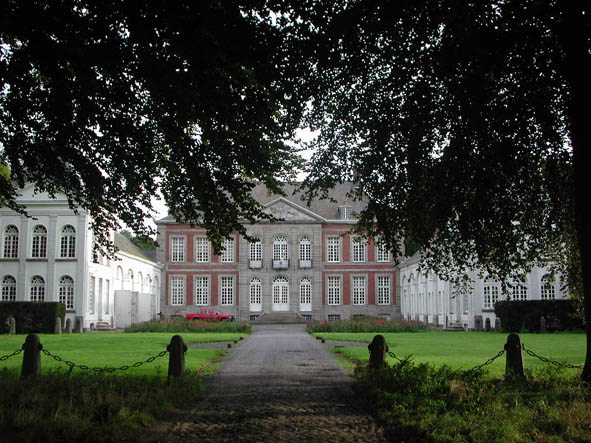
Kasteel van Spiere

Het Kasteel van Spiere is een kasteel in in het dorp Spiere in de gemeente Spiere-Helkijn, gelegen op het adres Jaquetbosstraat 50-52. Het huidige kasteel werd in het midden van de 18e eeuw opgericht en was de zetel van de baronie van Spiere.

## Geschiedenis
Op het domein lag de zetel van de heren van Spiere, in de vorm van een motte waarvan de geschiedenis tot de 12e eeuw zou teruggaan. Deze werd later tot een versterkte burcht uitgebouwd.
In 1351 werd het kasteel verwoest door de Kortrijkzanen. Toen Eulard de Mortagne, heer van Spiere, op het punt stond een inwoner van zijn domein te berechten die ook buitenpoorter van Kortrijk was, stuurde de stad een bode om hem daarvan te weerhouden. Maar Eulard deed hem zijn brief opeten. Daarop kwam een Kortrijkse militie het kasteel vernietigen. Eulard ondernam nog enkele nachtelijke tegenacties, maar eindigde met Kerstavond op het schavot. 
In 1477 werd het kasteel opnieuw verwoest door de Fransen, in hun oorlog tegen Maria van Bourgondië. Resten van de motte, genaamd la Cave aux Diables, zijn nog aanwezig, met name de kelder in Doornikse kalksteen.
Omstreeks 1700 kocht Nicolas del Fosse het Nederhof van Spiere. Omstreeks 1720 verkreeg hij de titel van baron del Fosse et d'Espierres. Diens zoon, Bruno del Fosse et d'Espierres, liet omstreeks 1750 het kasteel bouwen. In 1767 kwam ook het Opperhof in handen van deze familie.

## Gebouw
Het kasteel wordt benaderd via een gekasseide dreef, waaraan ook een neogotische kapel staat uit het laatste kwart van de 19e eeuw. Het kasteel heeft een U-vormige plattegrond. De vleugels sluiten een binnenplaats in. Het gebouw is symmetrisch van opzet. Het is negen traveeën breed, waarvan het middenrisaliet drie traveeën breed is en in Doornikse steen is uitgevoerd. Het heeft twee bouwlagen en wordt gedekt door een schilddak. Het middenrisaliet wordt bekroond door een driehoekig fronton met het alliantiewapen van de familie del Fosse en de Sourdeau, de familie van Bruno's echtgenote. Er is een bescheiden bordestrap.
De zijvleugels zijn één bouwlaag hoog en worden elk afgesloten door een gebouwtje van twee bouwlagen.
De aanleg van het park wordt wel toegeschreven aan André le Nôtre, maar dat is niet mogelijk, daar deze al overleden was toen het park werd aangelegd. Mogelijk betrof het een leerling van Le Nôtre. Het betreft een landschapstuin van begin 18e eeuw.